# Cotton Fields
«Cotton Fields», также «Cottonfields», «In Them Old Cottonfields Back Home» (с англ. — «Хлопковые поля») — песня американского блюзового певца Ледбелли, записанная им в 1940 году. После исполнения песни Одеттой Холмс на альбоме «Odetta & Larry» (1954) композиция вошла в репертуар фолк-музыкантов, откуда перешла в кантри и рок.

## Версия The Beach Boys
Американская рок-группа The Beach Boys записала две версии «Cotton Fields». Первая была записана 18 ноября 1968 года под руководством Брайана Уилсона и Алана Джардина; эта версия вошла в альбом «20/20», выпущенный 10 февраля 1969 года. Однако Джардин (ему принадлежал основной вокал в песне) не был удовлетворён этим вариантом, и по его предложению группа перезаписала композицию 15 августа 1969 года. Новая версия вышла на сингле 20 апреля 1970 года; продюсером значилась вся группа. «Cottonfields» стал заключительным синглом The Beach Boys, вышедшим в рамках контракта с Capitol Records. Беспрецедентно низкая популярность группы в США в это время сказалась на судьбе пластинки: сингл не попал в хит-парад журнала «Биллборд». Но за рубежом «Cottonfields» ожидал большой успех: 1-е места в Австралии, ЮАР, Швеции и Норвегии; верхние строчки хит-парадов Великобритании, Дании, Родезии, Японии, Испании и др.

## Другие версии
Среди других кавер-версий «Cotton Fields», можно отметить записи Гарри Белафонте (1958), Джонни Кэша (1962), Ферлина Хаски (1963), Бака Оуэнса (1963), Уэбба Пирса (1966), Удо Юргенса (1968) и Creedence Clearwater Revival (1969; их версия была хитом № 1 в Мексике).